# Pollo asado

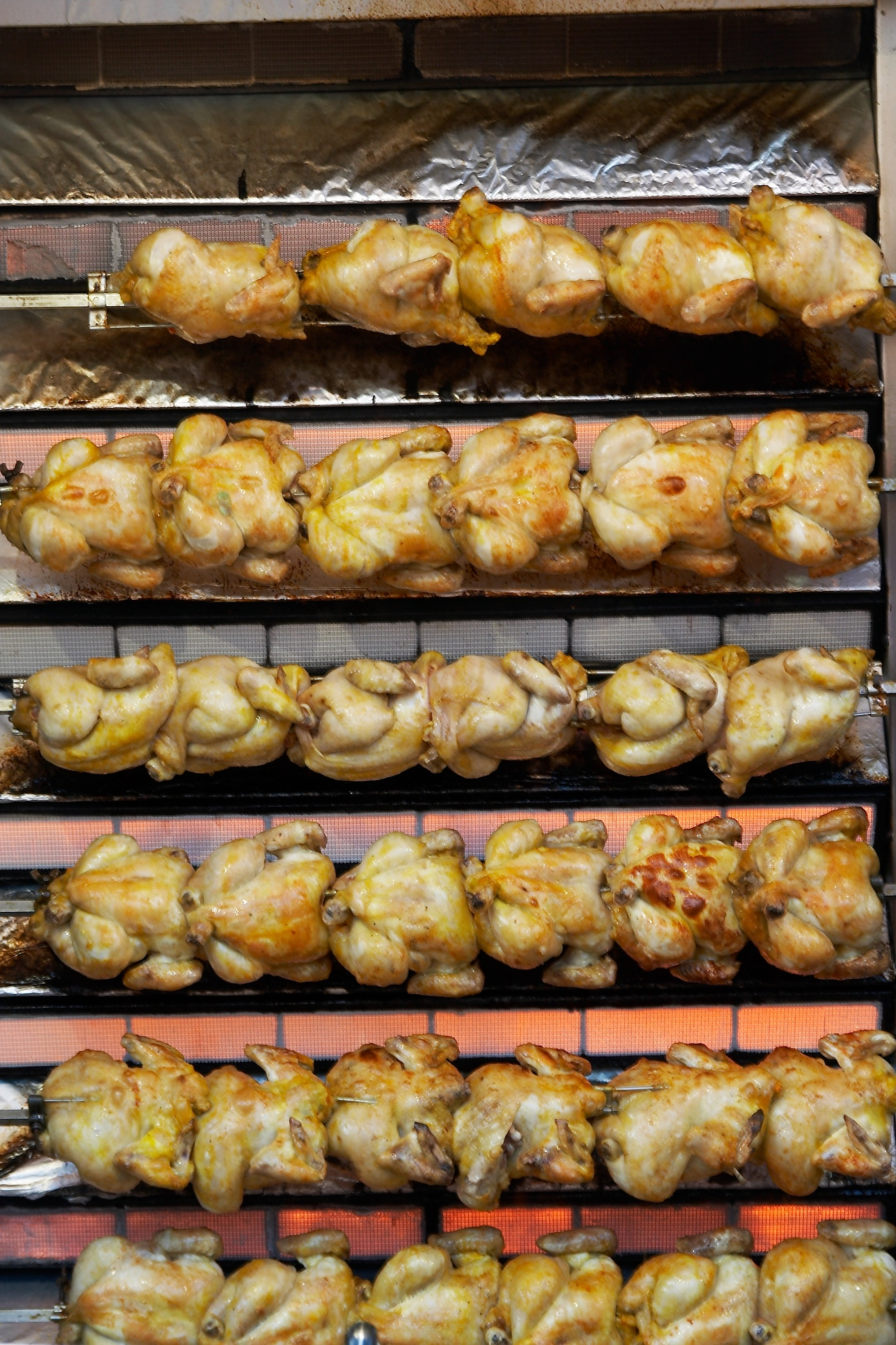
Pollos asados en asador rotatorio.

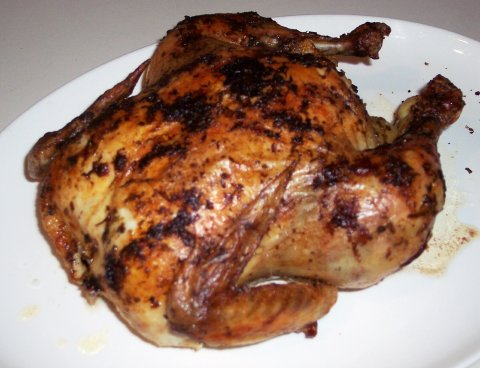
Pollo asado.

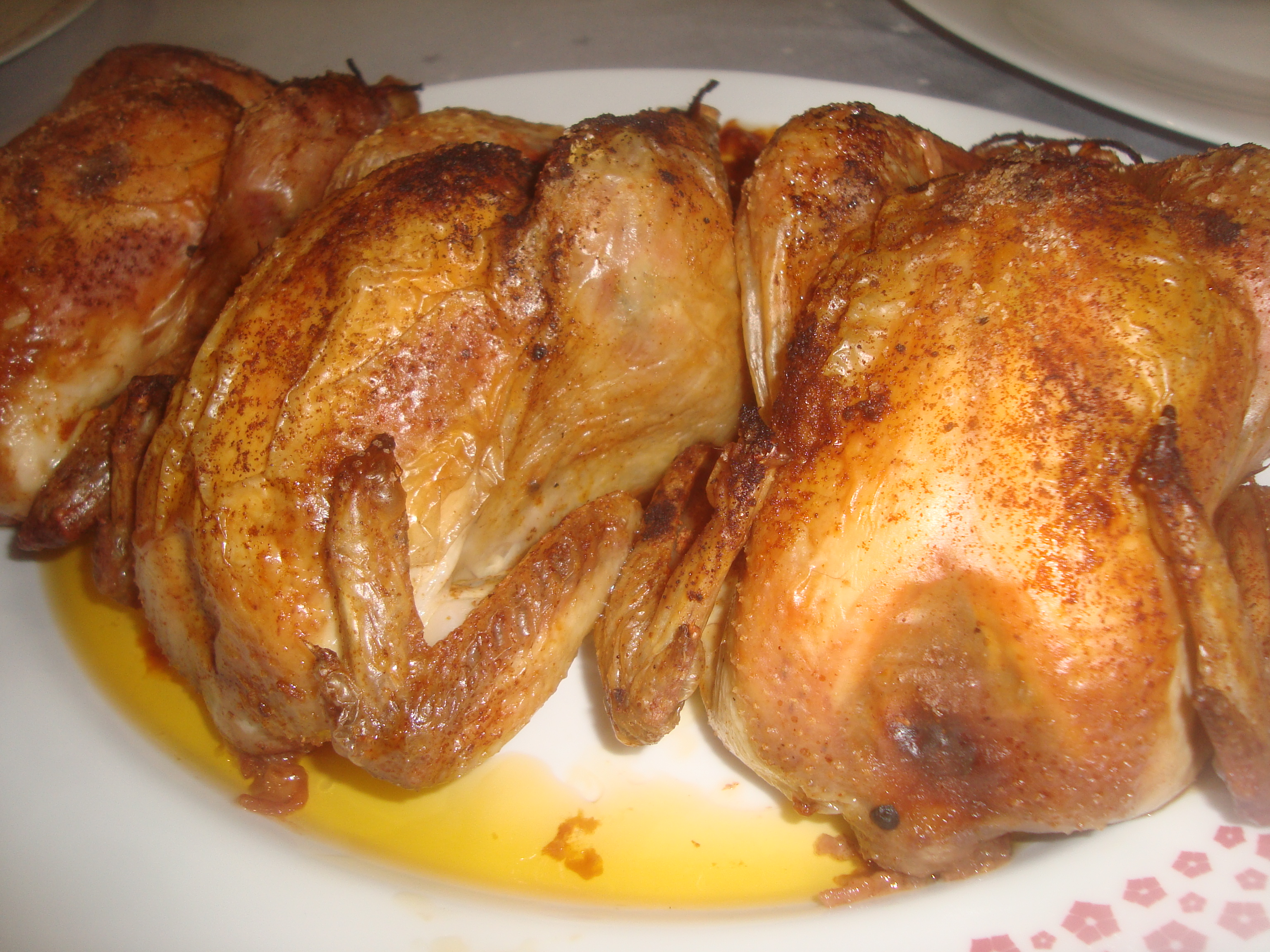
Pollos al horno.

El pollo asado, rostizado, en brasas o a la brasa es un plato genérico elaborado con un pollo expuesto directamente al fuego, que puede provenir de un hogar casero, hasta el asador profesional rotatorio. Por regla general el asado del pollo se va haciendo con la propia grasa y jugos del mismo que circulan por la carne durante la operación de asado, es por esta razón que se debe colocar expuesto al fuego de tal forma que pueda moverse o girar y que la circulación de estas grasas y jugos sea lo más eficiente posible, los asadores rotatorios emplean este concepto de forma muy eficaz. El pollo asado es un plato global que aparece en todas las culturas cocinado, o acompañado de diferentes formas.

## Historia
El pollo asado era uno de los platos preferidos del rey Ricardo Corazón de León, en el siglo XII. En la Europa de esa época, el pollo asado era un plato exclusivo.

## Métodos de preparación

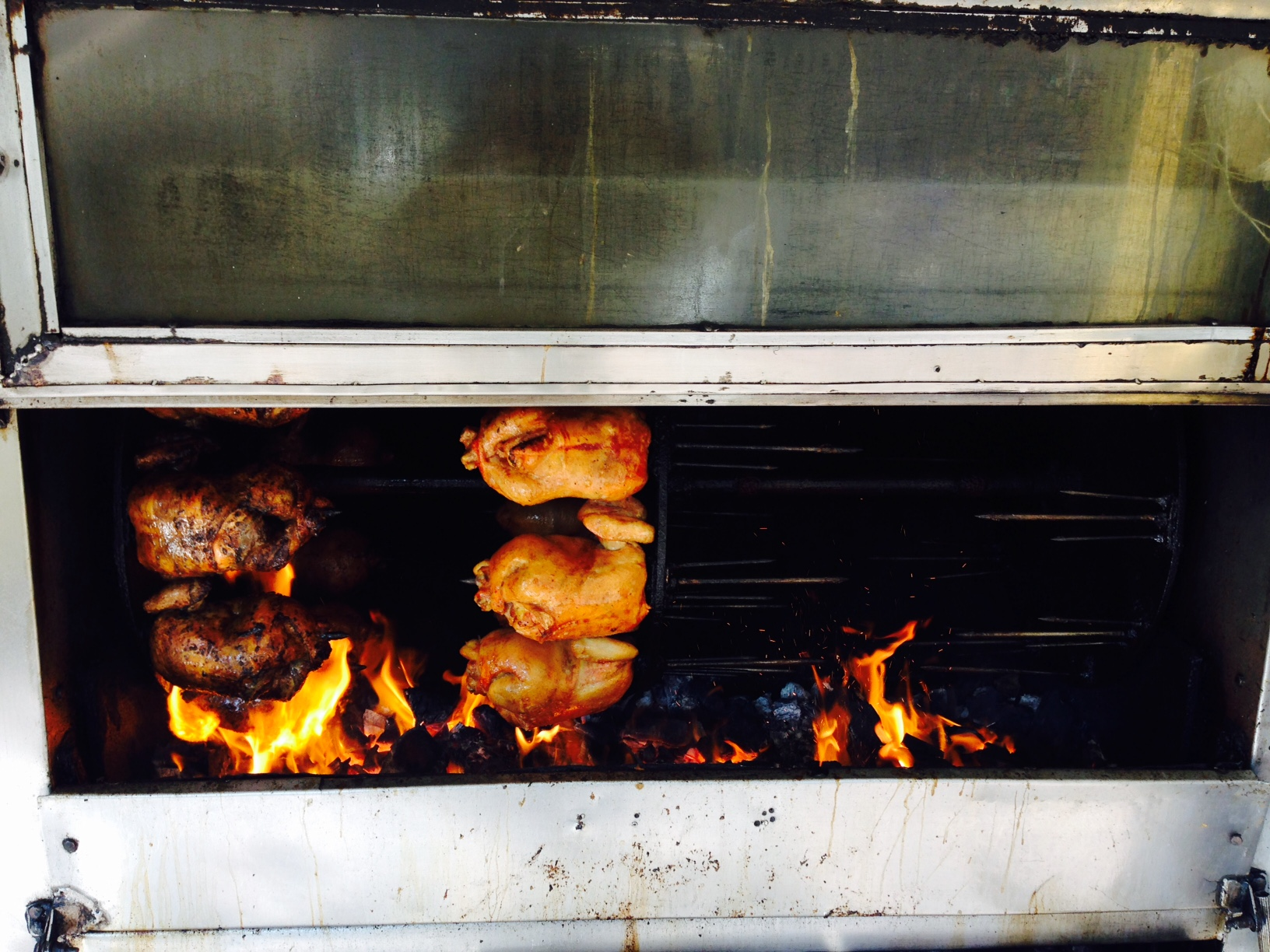
Asadero de pollos rotatorio en Barranquilla, Colombia. Nótense las brasas en la parte inferior.

Por regla general basta con frotar a mano toda la superficie con grasa (mantequilla) o aceite y sal. Opcionalmente, antes de esta operación, se puede introducir cualquier relleno antes de asar, como cebolla picada, pimientos, etcétera, y algunas hierbas aromáticas. En algunas ocasiones se somete al pollo a un lardeado con beicon, pero esta operación es más adecuada para los casos de pollo al horno. Tras la operación de relleno, se cose o se ata el pollo para evitar que se pierda el relleno. En los locales comerciales en los que se prepara el pollo asado para ser introducido en un envase, se suele picar en trozos con unas tijeras de ave, generalmente en cuartos.

### A la brasa o al carbón
El pollo adobado se expone a las brasas, bien sea sobre una parrilla o mediante varas (que pueden o no ser giratorias) a pocos centímetros del carbón, que puede ser de leña o de piedra.

### Espiedo
Los asadores rotatorios o espiedo permiten asar al mismo tiempo una gran cantidad de pollos. Son muy empleados en los banquetes, en las fiestas al aire con gran afluencia de gente y en las tiendas de asado de pollo. Suelen funcionar por regla general con una estufa de gas que emite calor por radiación a las diferentes hileras ("espadas") rotatorias de pollos ya ensartados y sujetos por unas horquillas. Los pollos más "hechos" se mueven a las hileras inferiores durante el asado, mientras que los pollos crudos se colocan en las superiores y van descendiendo de hilera a medida que se van asando.
Durante la operación de asado los pollos de la parte superior vierten sus grasas sobre los de la parte inferior, de tal forma que al final van a parar a la bandeja ubicada en la parte inferior del asador, frecuentemente mediante un simple cazo se pasa una cierta cantidad de este líquido y se riega la hilera de pollos de la parte superior para que vaya distribuyéndose de nuevo hacia los pollos de las espadas inferiores. El resultado son una gran cantidad de pollos asados en poco tiempo, la capacidad depende del número de hileras y de la capacidad por hilera.
Un tipo especial de espiedo es el rodizio, tipo de restaurante en el que las carnes asadas se llevan ensartadas en una vara a la mesa de los comensales.

## Variantes regionales

### Alemania
El pollo asado (en alemán: Brathähnchen, en bávaro, Brathendl) es un plato popular en Alemania. Tradicionalmente se sirve con cerveza bávara en festivales como la Oktoberfest, y se come generalmente con pretzel y/o Maß de cerveza. También se consiguen ampliamente en camiones con espiedos móviles que se estacionan cerca de lugares frecuentados como supermercados o estacionamientos.

### Argentina
En Argentina, el pollo al spiedo (la palabra italiana spiedo o espiedo es originada en la gran inmigración de millones de hombres y mujeres procedentes de Italia que entre 1860 y 1960 inmigraron al país, y se traduce al español ibérico por espetado) es un pollo descogotado y desplumado, luego espetado (atravesado por un leño o por una barra de metal), y luego asado vuelta-y-vuelta es decir girándolo lentamente bajo el efecto del fuego mediano, ni que queme ni que solo produzca un hervor superficial, es decir con el calor ni muy intenso ni muy leve de unas llamas que pueden ser de leños o de estufas de gas o similares hasta que el cuerpo sin cabeza ni cogote ni patas del ave quede dorado y lo suficientemente cocinado hasta su interior, el crocante pollo al spiedo es un clásico de la cocina argentina por lo menos hasta el presente año 2018 y es uno de los platos (junto a las milanesas, pastas, tortillas de papa, pickles, vinagretas etc.) típicos de las rosticerías argentinas. Aunque el pollo al espiedo o al spiedo se puede comer solo, suele ser consumido como almuerzo o cena familiar o de parejas acompañado por guarniciones muy variadas entre las que descuellan las papas y/o diversas ensaladas de verduras y hortalizas típicas de climas templados, como en Europa. En muchas ocasiones el pollo al spiedo es servido a los comensales aún tibio, abierto y sazonado con la salsa provenzal.

### Colombia

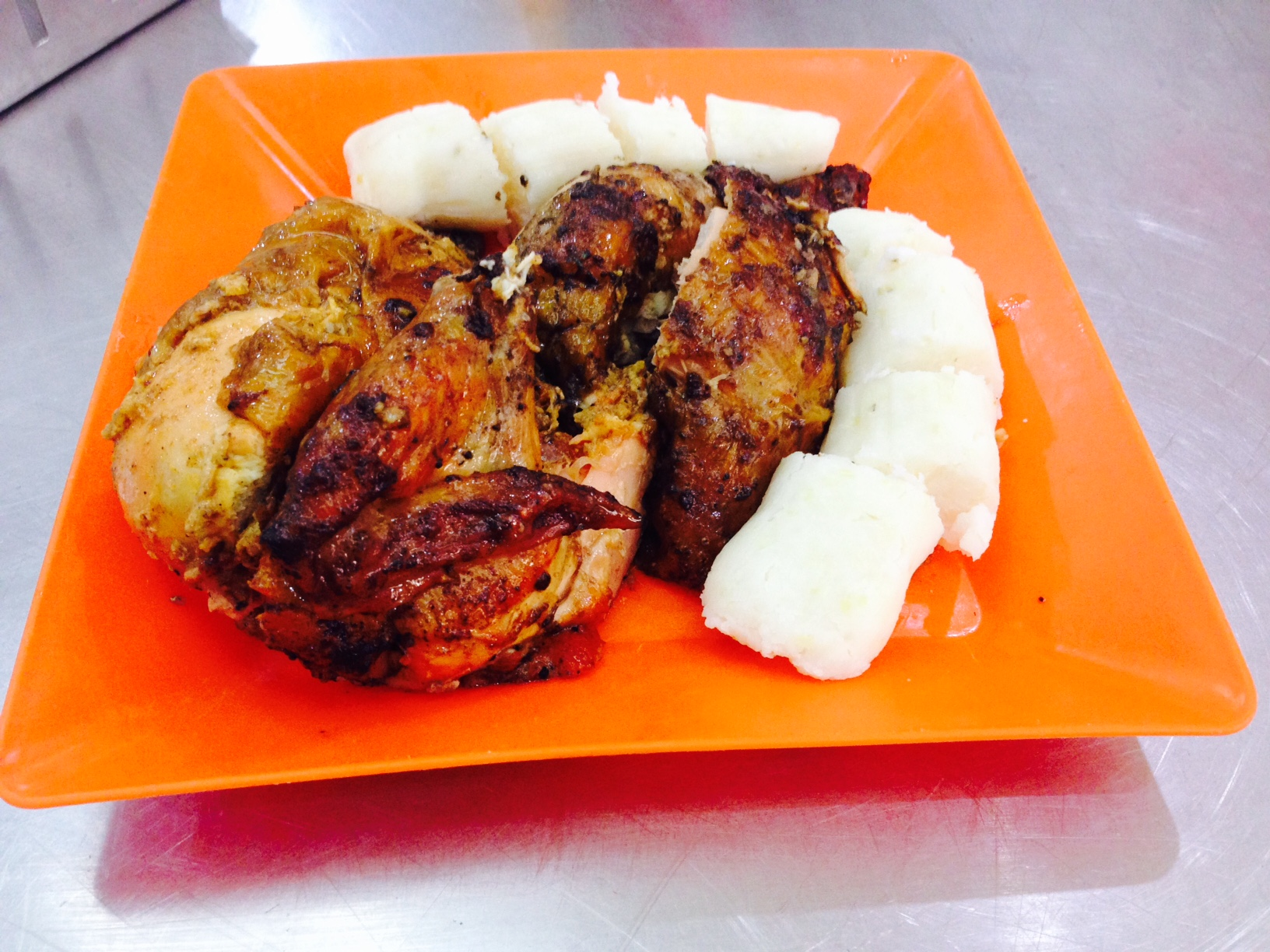
Pollo asado con bollo limpio. Barranquilla, Colombia.

El pollo asado o a la brasa es ampliamente consumido en Colombia en restaurantes distribuidos en todo el país y es considerado el plato más popular de la comida nacional. Se acompaña con bollos (Costa Caribe), papas fritas, papa cocida, yuca cocida, arepa, ensalada, arroz blanco, plátano maduro asado, entre otros, así como con salsas como de la de tomate, mayonesa, suero atollabuey, miel, picante, guacamole, entre otros. En 2007, un estudio estableció que el pollo es la comida preferida de los colombianos.

### Estados Unidos
El pollo asado en espiedo se hizo popular en los Estados Unidos desde mediados de los 1990. Los supermercados venden pollo asado en espiedos verticales u horizontales. Estos pollos son una forma de vender los que no han sido comprados, a precios más bajos que los del pollo fresco.

### India

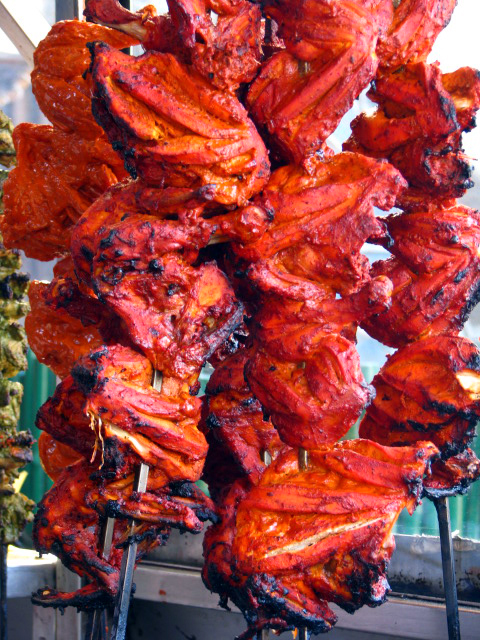
Pollo tandoori en Bombay, India.

El pollo tandoori es un plato popular en el subcontinente indio que consiste en pollo asado en un horno de barro cilíndrico, un tandoor, y preparado con yougur y especias.

### México

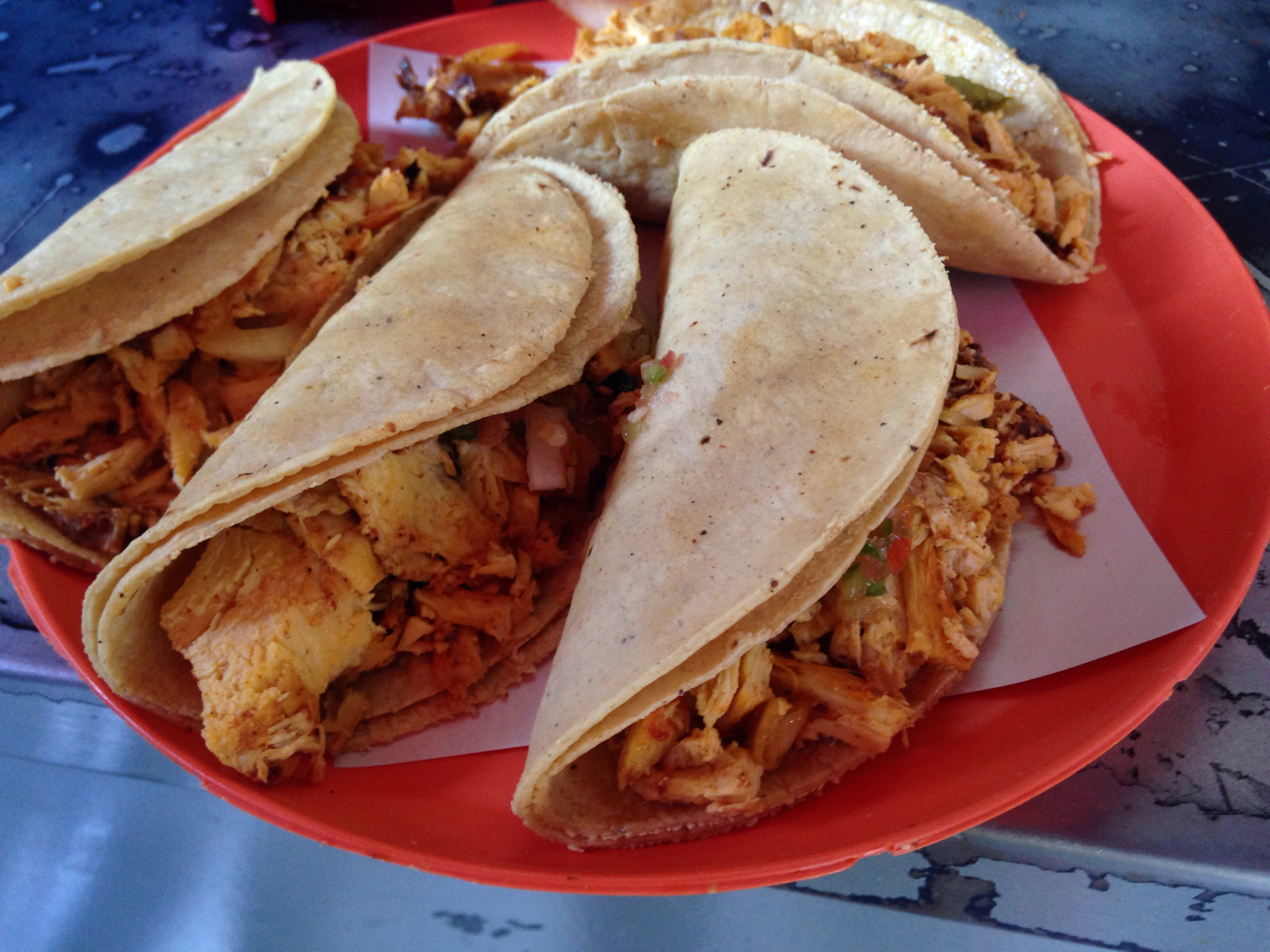
Pollo asado servido en tacos en la Ciudad de México.

El pollo asado en México es llamado rostizado y es popular como forma de comida rápida con mayor énfasis en los fines de semana. Es vendido tanto en locales establecidos llamados "rosticerías", como en puestos callejeros y en supermercados. En dichos locales son vendidos como complementos papas fritas, chiles en escabeche, cebollas rostizadas, arroz, salsas, pastas, frijoles y ensaladas diversas como la de nopales. Igualmente existen cadenas comerciales de rosticerías que venden diferentes tipos de preparaciones como pollo adobado (con adobo) o ranchero (con diferentes tipos de chiles).
En la modalidad callejera existen pollos que son asados directamente a las brasas. En algunas rosticerías son también vendidos como tacos o como tortas. Según el Instituto Nacional de Estadística y Geografía (INEGI) el consumo de pollo en esta preparación es de las más populares, representando el 26 % del total. También son populares los pescuezos de pollo, las alitas y las mollejas rostizadas que se consumen como botana acompañados con salsa picante.

### Perú

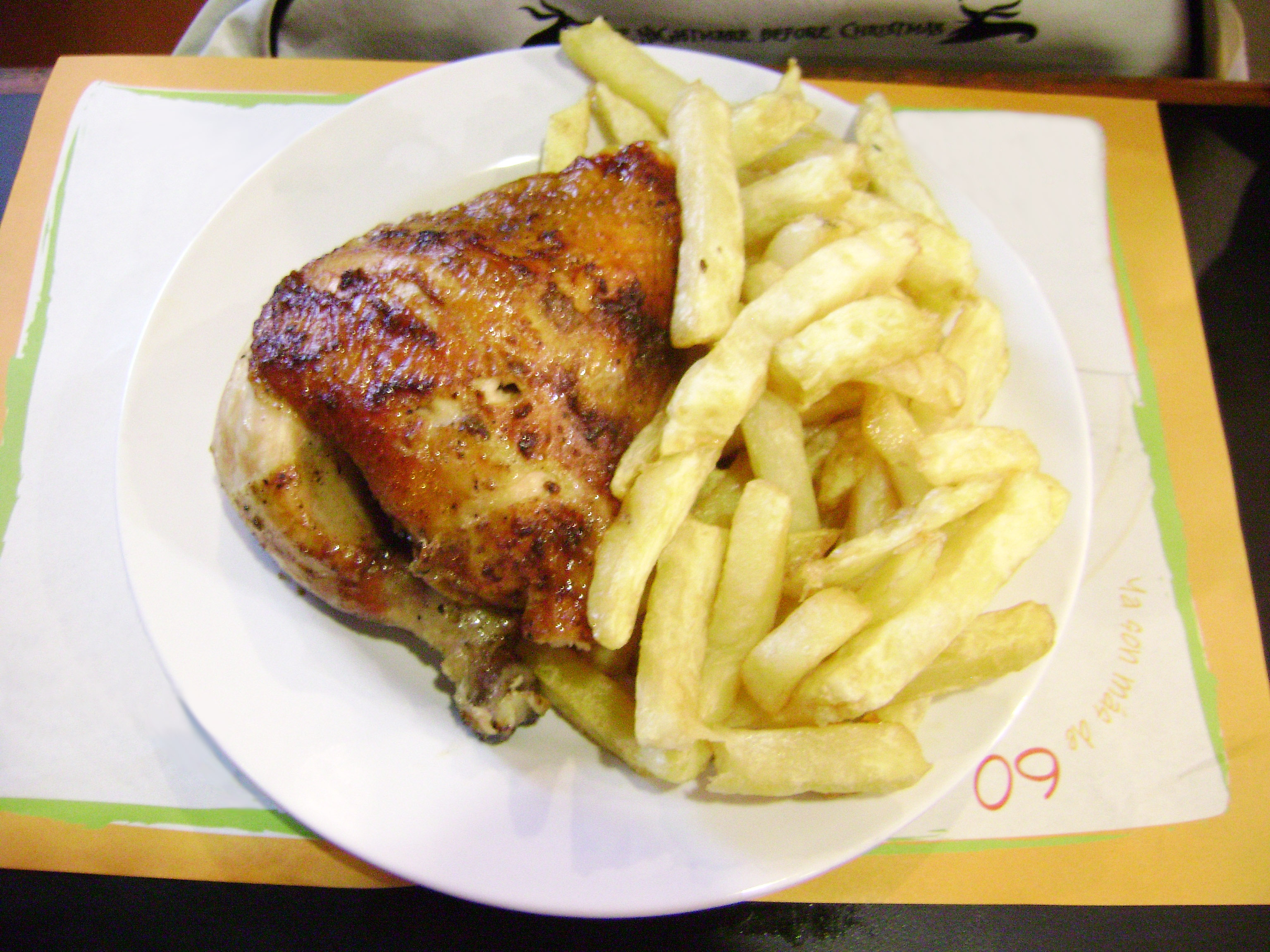
¼ de pollo a la brasa, presa pierna, acompañado de papas fritas. Lima, Perú.

El pollo a la brasa es uno de los platos típicos de la gastronomía peruana y uno de los de mayor consumo, incluso por encima del ceviche, el chifa y las especialidades de la comida rápida. Fue considerado una «Especialidad Culinaria del Perú» y «Patrimonio Cultural de la Nación» por el Instituto Nacional de Cultura mediante resolución directoral. Debido a su importancia, desde el año 2010, el Instituto Nacional de Estadística e Informática (INEI) incluye el consumo de pollo a la brasa en el cálculo de la canasta básica familiar. Los orígenes de la masificación del plato en el Perú se ubican en el distrito limeño de Chaclacayo durante los años 1950, cuando su consumo se circunscribía a las clases altas; a partir de aproximadamente los 1970 su popularidad se habría incrementado. En el Perú se ha establecido el tercer domingo de julio de cada año como el Día del Pollo a la Brasa.

### Venezuela
En Venezuela es muy popular el consumo de pollo a la brasa, especialmente en locales llamados comúnmente polleras en este país. Suele acompañarse con hallaquitas, yuca (hervida o frita), papas fritas, guasacaca y salsa picante. También suele acompañarse de alguna bebida, por lo general cerveza (los adultos) o refresco (este último mayormente en el caso de los niños).

### Otros
La shawarma árabe levantina, el döner kebap turco y el gyros griego son asados que incluyen varias carnes, entre ellas pollo. La versión taiwanesa del shawarma, shāwēimǎ (chino: 沙威瑪), es casi siempre pollo.

## Recetas

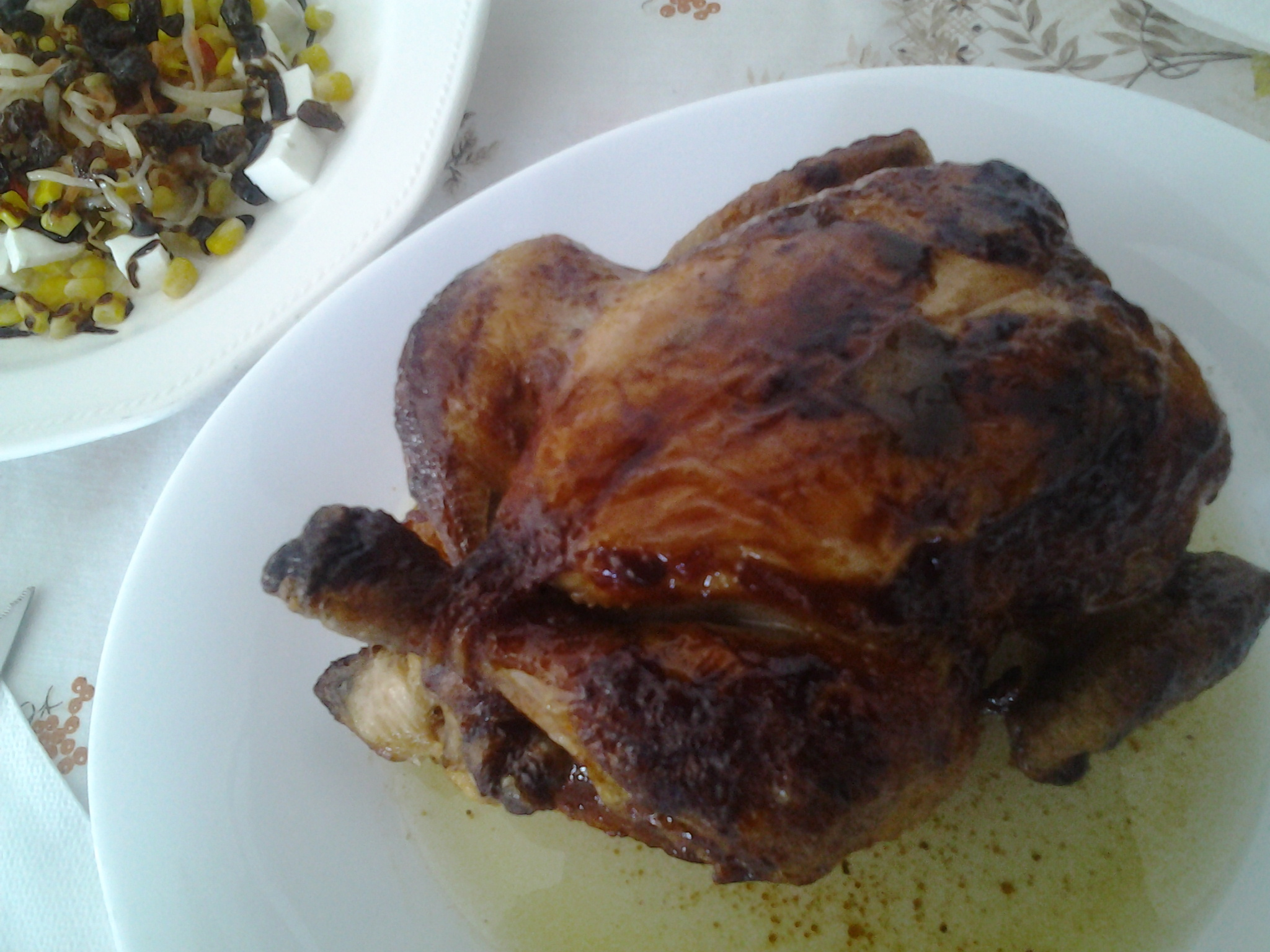
Pollo a l'ast (Castellón, España).

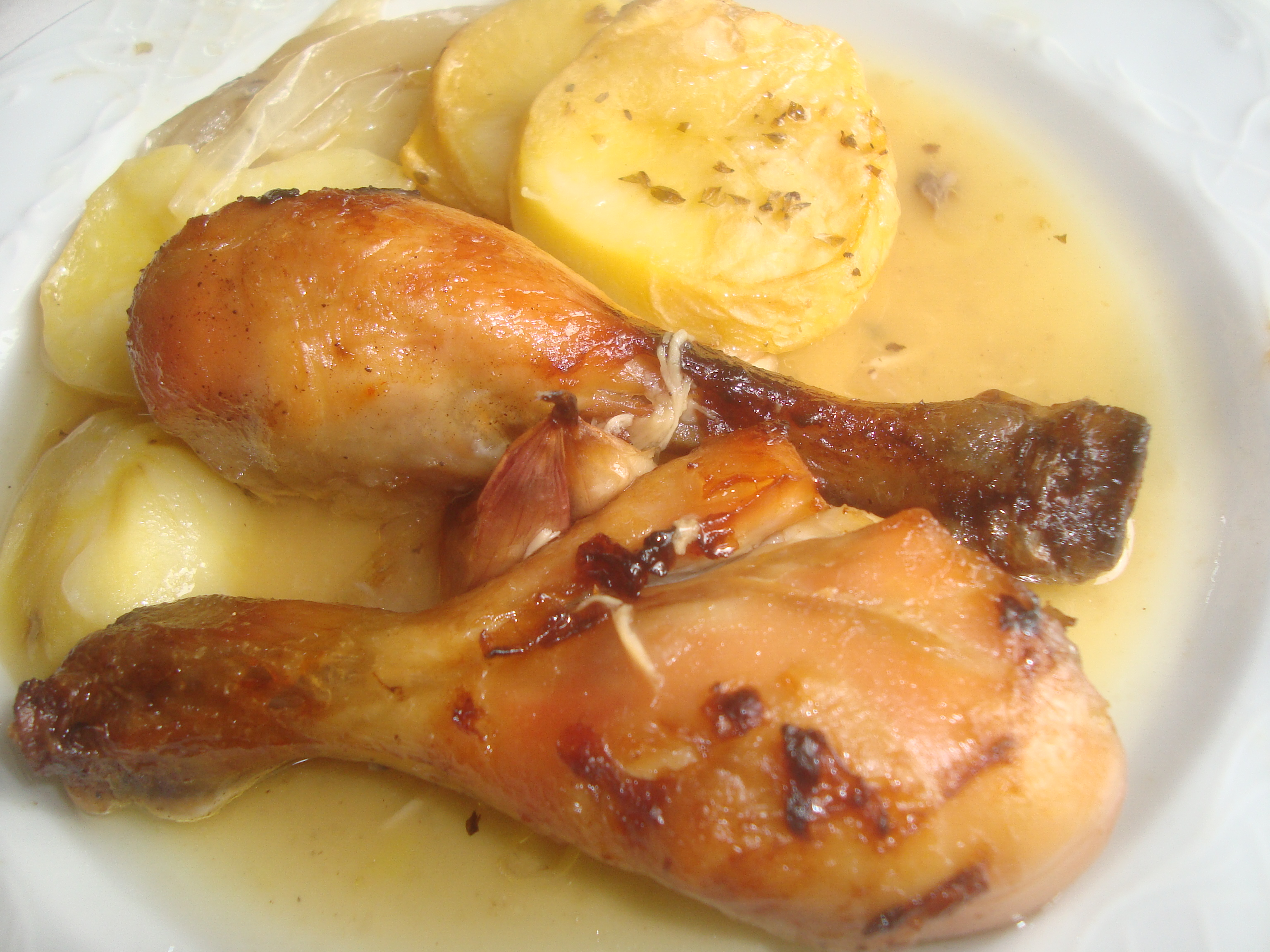
Jamoncitos de pollo al limón, con guarnición de papas al horno.

- Pollo a l'ast
- Pollo a la Sais
- Pollo asado al limón
- Pollo asado a la tirolesa
- Pollo asado con naranja
- Pollo asado con piña
- Pollo relleno